# 包夾
在籃球運動中，包夾（英語：Double team，double-team，double teaming，double-teaming），又稱雙人包夾、雙人夾擊、雙人防守，是一種防守戰術，意指以兩個防守球員針對一位進攻球員進行緊密防守。
與區域聯防不同，在包夾戰術中，防守球員通常會先被指派去針對某個特定的球員進行防守，稱為人盯人戰術（man-to-man）。但是當防守球員無法成功防守某位進攻球員時，另一個防守球員會立即加入防守，形成雙人小組，造成包夾。成功的包夾，可以阻礙進攻球員的運球及傳球，甚至造成進攻球員的失誤（turnover），進而阻止對方得分。
此戰術若使用得當，將可有力的克制對方的進攻手段。但是防守運用不當，反倒會對我方形成3比4的劣勢。